# Umbra krameri
Umbra krameri é uma espécie de peixe da família Umbridae.
Pode ser encontrada nos seguintes países: Austria, Bósnia e Herzegovina, Croácia, República Checa, Hungria, Moldávia, Roménia, Sérvia e Montenegro, Eslováquia, Eslovénia e Ucrânia.